# Lac Lämmi
Le lac Lämmi ou Tioploïe (en estonien : Lämmijärv, en russe : Тёплое озеро) est un lac naturel partagé entre l'Estonie et la Russie.

## Géographie
Le Lämmi est la partie médiane du lac Peipous, une partie du bassin versant de Narvanjoki, qui se situe entre le lac de Pihkva, et la partie nord, Suurjärvi.
Le lac Lämmi mesure environ 30 kilomètres de long. Sa largeur maximale est de 8,1 kilomètres (baie de Rovjajoki) et sa largeur moyenne est de 7,9 kilomètres.
Il mesure 1,7 kilomètres à son point le plus étroit au milieu. La superficie du lac Lämmi est de 236 kilomètres carrés, soit 7 % de la superficie totale du lac Peipous,,.
Sa profondeur moyenne est d'environ 2,5 mètres, mais à son fond se trouve une étroite dépression de 15,3 mètres de profondeur,.
Le volume de Kuumajärvi est ainsi de 0,6 kilomètre cube,.
Le lac Lämmi est située à la frontière entre l'Estonie et la Russie, chacune d'entre elles ayant la moitié de sa superficie.
L'Estonie et la Russie disposent chacun de 118 km² de superficie lacustre.
Le lac Lämmi forme une connexion fluviale entre le lac Peïpous au nord et le lac de Pskov au sud, qui est presque entièrement en territoire russe. Il présente une forme allongée avec une longueur maximale de 30 km, une largeur maximale de 8,1 km et une profondeur maximale de 15,3 m au niveau de Mehikoorma.
En Estonie, il fait partie des comtés de Tartu et de Põlva, et en Russie à l'oblast de Pskov.